# كريستوفر يونغ
كريستوفر يونغ (بالإنجليزية: Christopher Young) (28 أبريل 1957 في نيوجيرزي) هو مؤلف موسيقى أفلام وملحن أمريكي.
تحصل على بكالوريوس في الموسيقى من كلية ماساتشوستس هامبشاير، وواصل دراسته في جامعة بشمال تكساس، قبل أن يسافر عام 1980 إلى مدينة لوس أنجلس. هناك عمل مع فرقة على آلة الدرمز.
ألف يونغ إلى الآن لأكثر من 80 فيلم تمثيلي، عام 1990 فاز بجائزة زحل عن عمله في فيلم شيخ النار2 - ملازم الجحيم.

## أعماله الموسيقية
- الرجل العنكبوت 3
- قتل في 1600

## روابط خارجية
- كريستوفر يونغ على موقع IMDb (الإنجليزية)
- كريستوفر يونغ على موقع ألو سيني (الفرنسية)
- كريستوفر يونغ على موقع ميوزك برينز (الإنجليزية)
- كريستوفر يونغ على موقع أول موفي (الإنجليزية)
- كريستوفر يونغ على موقع بوكس أوفيس موجو (الإنجليزية)
- كريستوفر يونغ على موقع قاعدة بيانات الأفلام السويدية (السويدية)
- كريستوفر يونغ على موقع أول ميوزيك (الإنجليزية)
- كريستوفر يونغ على موقع ديسكوغز (الإنجليزية)
- كريستوفر يونغ على موقع قاعدة بيانات الفيلم (الإنجليزية)
- كريستوفر يونغ على موقع كينوبويسك (الروسية)